# Olley
Olley település Franciaországban, Meurthe-et-Moselle megyében. Lakosainak száma 223 fő (2022. január 1.). Olley Jeandelize, Mouaville, Puxe, Thumeréville és Saint-Jean-lès-Buzy községekkel határos.

## Népesség
A település népességének változása:
| Lakosok száma | 342  | 271  | 224  | 231  | 261  | 255  | 238  | 231  | 228  | 223  |
|               | 1968 | 1982 | 1990 | 2006 | 2013 | 2015 | 2017 | 2019 | 2020 | 2022 |